# Worldspan
Worldspan GDS is een realtime globaal distributiesysteem ontworpen voor luchtvaartreserveringen (lijnvluchten). De kernactiviteit is het distribueren van producten aangeleverd door zogenaamde vendors. De meeste transacties vinden plaats op het gebied van airlinereserveringen, gevolgd door hotelboekingen en autohuur. Ook treinen, cruises en tours kunnen via het systeem worden geboekt.
Sinds augustus 2007 is Worldspan onderdeel van het bedrijf Travelport, dat ook eigenaar is van Galileo en een meerderheidsaandeel heeft in het internetreisportaal Orbitz.
Als CRS (computerreserveringssysteem) valt Worldspan onder de Europese CRS Code of Conduct (1989).

## Netwerk
Worldspan werkt samen met Expedia, Priceline en Pegasus. Tevens zijn er internetportalen en computerreserveringssystemen van derden op aangesloten. Daarnaast is het verbonden met Atpco, een computersysteem waarin de laatste prijsinformatie van de meeste luchtvaartmaatschappijen is opgeslagen. Leveranciers van vluchtgegevens zijn onder andere de leden van de allianties Skyteam, Oneworld Alliance en Star Alliance.
Worldspan is lid van OTA, SITA Sc en IATA en klant van SITA Inc.

### Uitgebreid
1st Choice Travel Services - UK

1st Western Air Travel - UK

2000 Travel Management - UK

21st Century

24K.com (CARLSON 24K)

800 Ideas.com

AAC

Adaytum Software

Aeros Travel

Aeroworld

AGAT

Air Tickets Direct

Air Travel Guide

Airstop

Airtrade

Alternative Travel & Holiday AG

America West Distribution Ctr.

American Airlines Distribution Ctr.

Amerigroup Corporation

AMEX/AXI Project

AMEX/AXI Project

Anixe

Anixe Yahoo

AOL

Aqua Software

Arrow Tours

Auctionfares.com

Bell South

Bigsave Travel

Biztravel.com

Biztravel.com/Concorde Travel

Biztravel.com/Global Ctr

Blue Moon

Blue Sky Travel

Budget Rent A Car

Carlisle Companies

Carlson Companies, Inc.

Carlson Wagonlit Travel/Travel Now

Ceridian

CETT

Charter Manufacturing Company, Inc.

Cheapfares.com

CIBA Vision Corporation

Class Travel

CompuServe Travelshopper

Concorde Travel/Expedia

Continental Airlines

Continental Airlines (Expedia)

Continental General Tire, Inc.

Continental/UK

Continental/UK

Core Technology

Cross Information

CTS

Data Distributions

Dates & Destinations (Internet Booking Product)

Deckchair

Deckchair (DATACENTER)

Degriftour/Reductour

Delta Distribution Ctr

Digital Mobility (LOI)

Disney Holiday

DL Private Label for Travelshopper

Dow

Dream Ticket

E-Travel

E-Travel/Second SID

Ebookers

Ekonsol

Ektelis

Enclaves des Mundo

Engelhard Corporation

Equifax

Ericsson (LOI)

Euro Terminal

Expedia

Expedia & Expedia - Global Travel Sol

Expedia - Canada

Expedia - Carlson

Expedia - France

Expedia - Travelscape

Expedia @ TRX Fulfillment Services / Atlanta

Expedia @ TRX Fulfillment Services / Orangeburg

Expedia @ TRX Fulfillment Services / Parkersburg

Expedia @ TRX Fulfillment Services / Tacoma

Expedia AT OF & 4YD Tktg

Expedia AT OFS & Expedia Tktg for 4YD

Expedia Ltd - Europe & Expedia UK

Expedia MTT - AMEX

Expedia Private Label

Expedia Private Label - Mainframe

Expedia Private Label - Tandem

Expedia Project / ST

Expedia Test

Expedia US (Master customer number)

Express Tours R. G. 1981 Ltd.

Ezoory Kikar FairAir.com

Fare1.com

Federal Home Loan Bank

Federated Department Stores

FedEx (by DPD)

Fellowship of Christian Athletes

FHC Health Systems

Flightworld Ltd.

Fly Any Way

Flynow

Franklin Covey

FTI Tourtik

Gateway /MAGATOP

Getthere.com

Getthere.com at Exodus

Global Reservation System

Globalfares.com

Gobundle.com

Gradient/Air One

Gradient/KLM - France

Gradient/KLM - UK

Hands On

Henda Trading & Travel

Hermis

Hospital Travel Service

Humana

I.S.T.C.

ICG/tara

Idea Center

Iderive

Idiomas & Aventuras

Ihrpreis.de

Ikon Office Solutions

Impact Travel (Continental Expedia)

IMR Global

International Mission Board

Internet Booking Product

Issta.com

ITA Software

J.M. Family Enterprises, Inc.

Jet Web/Equant

Jetspan

Jetspan (Bookit!)

Kilroy

Lodging.com

Lodging.com / Internetwork Publish. Co.

Lycos UK

MBT Travel

Media General, Inc.

Media Tourstik

Mediabit/Muchoviaje

Metro Travel / Concorde Travel

Modis Professional Services

Motorola

Motorola (LOI)

Mr. Jet

Mr. Ticket

National Car Rental

Neat Group

Neopoint

Newark Travel Management - UK

Next

Non-stop USA

Norfolk Southern Corporation

Northwest Airlines

Northwest IBE/Cybersavers

Northwest Internet

Northwest Private Label for Travel

Northwest Worldweb

Northwest Worldweb Prepor

Northwest Worldweb/Canada

Northwest Worldweb/Denmark

Northwest Worldweb/Finland

Northwest Worldweb/France

Northwest Worldweb/Germany

Northwest Worldweb/Italy

Northwest Worldweb/Japan

Northwest Worldweb/Norway

Northwest Worldweb/Singapore

Northwest Worldweb/Spain

Northwest Worldweb/Sweden

Northwest Worldweb/Switzerland

Northwest Worldweb/UK

Northwest Worldweb/United

Northwest Worldweb/Venezuela

Nouvelle Frontieres

Novus

Now Bookit.com

Nporta

NW Direct CSR:NS10344-Topas 

O'Conners Travel

Optimus Pascal

Orbitz

Orbitz/Exodus

Orbitz/Novo

OTC

Plus Reiser

Polaris Industries Inc. Portimar

Powerflyer.com

Preview Vacations Bargain

Priceline

Priceline - Call Tech

Priceline - PRC Margate

Priceline / Exodus

Priceline / Novus

Priceline 2ND sid

Priceline Hot Site

Priceline Travel, Inc.

Priceline Travel, Inc.

Priceline.com (Master customer number)

Priceline/CallTech

Priceline/CallTech

Priceline/ESupportNow

Rank Xerox/Amex

ReducTour

ReducTour (Same as VSM/REPCOTOUR or degriftour?)

ReducTour (Same as VSM/REPCOTOUR?)

Reed Elsevier, Inc.

Reisewelt

Rejse feber

Reseseber (or Resesjuth -- 176372)

Rombrandt

Roper Industries, Inc.

Rug Doctor L.P.

SABRE Business Travel

Seagate Technology

Search Dice

Servicemaster

Sight-n-Sound Software Inc.*

Site 59 at Exodus Communications

Site 59*

Sky Tours

Skydeals

Skyways

SSR Travel

Star Travel

Symix Systems Inc.

Synchrologic

Syncor International

The Home Depot

The IAMS Company

TheStoreMaker.com

Thomas Cook

Thyssen Krupp AG

TMV Tours

Travel City

Travel Discounters

Travel Inc - IBE / WI AA & CompuServe - Res

Travel Inc.

Travel Now

Travel Outlet

Travel Savers Group

Travel Select

Travel Vision

Travel Window

Travelgate International

Traveller Corner

Travelnet

Travelot.com

Travelstore

Travelware

TRIARC Restaurant Group, Inc.

TRX Fulfillment Services

TRX Fulfillment Services / 24K Travel

TRX Fulfillment Services / Atlanta

TRX Fulfillment Services / Big Vine

TRX Fulfillment Services / CO.OL.

TRX Fulfillment Services / DL MYOBT

TRX Fulfillment Services / Korean Air

TRX Fulfillment Services / Milton

TRX Fulfillment Services / Parkersburg

TRX Fulfillment Services / Parkersburg - historical

TRX Fulfillment Services / Value America

TRX Fulfillment Servicves

TRX Technology Services

TW Specials

TWA Distribution Ctr

TWA IBE

TWA WorldPerks (Green Lane Co. Ltd.)

Unisys Corp.

United Airlines

UnitedHealth Group

US Airways

Via World Network

Via World Network - NW Part

Via World Travel

Vinet

Virgin Travelstore

VTI Services, LP

Web Ventures

Wilamette Industries

World Travel Direct / Fare One

WTP/TTG-OFS TRIP MGR 2-TT

Xmax Corporation

Xtra Online

Zolong

## Software
Het datacenter is gehuisvest in Atlanta, VS.
De reisbureaus kunnen met het realtime CRS Worldspan GO prijzen en beschikbaarheid van de vluchten in de Worldspandatabase opvragen, hiermee reclame maken en deze bij opdracht reserveren.
In globale distributiesystemen, zoals Amadeus, Galileo, Worldspan of Sabre, resulteert codesharing tot dezelfde vlucht met verschillende vluchtnummers.

## Privacy en transparantie
Alle reserveringen die wereldwijd gemaakt worden met Worldspan, worden opgeslagen in de Verenigde Staten, deze gegevens zijn derhalve, door het gebruik van Capps en Capps II, onder controle van de CIA en FBI. Privacy-organisaties maken zich zorgen om deze ontwikkeling omdat niet duidelijk is welke gegevens er gebruikt worden.

## Geschiedenis
Worldspan is opgericht in 1990 door Trans World Airlines, Delta Air Lines en Northwest Airlines. American Airlines verkreeg het aandeel van Trans World Airlines toen het die maatschappij overnam. De eigenaar Worldspan Technologies Inc werd in 2003 door Citigroup Venture Capital overgenomen.